# اچ‌دی ۲۰۸۶۸
اچ‌دی ۲۰۸۶۸ یک ستاره است که در صورت فلکی کوره قرار دارد.